# Krzysztof Trębaczkiewicz
Krzysztof Ludwik Trębaczkiewicz (ur. 9 lipca 1939 we Lwowie) – polski prawnik i bankowiec, poseł na Sejm PRL VII i VIII kadencji.

## Życiorys
Uzyskał tytuł zawodowy magistra prawa na Uniwersytecie Łódzkim. Został doradcą prawnym w zakresie prawa finansowego i bankowego. Zdał egzamin państwowy dla członków rad nadzorczych spółek Skarbu Państwa, odbył także praktykę bankową we Francji.
W 1955 przystąpił do Związku Młodzieży Polskiej, a w 1962 do Polskiej Zjednoczonej Partii Robotniczej. W lutym 1973 został sekretarzem Komitetu Wojewódzkiego partii w Krakowie. Był także zastępcą kierownika wydziału Komitetu Centralnego PZPR. Od 1975 do 1976 był przewodniczącym Związku Młodzieży Socjalistycznej, a w latach 1976–1980 jego następcy – Związku Socjalistycznej Młodzieży Polskiej. Na VII Zjeździe PZPR w grudniu 1975 wybrany na zastępcę członka Komitetu Centralnego PZPR (do 1980).
W 1976 uzyskał mandat posła na Sejm PRL VII kadencji w okręgu Kraków. Zasiadał w Komisji Planu Gospodarczego, Budżetu i Finansów. W 1980 uzyskał reelekcję w okręgu Kraków-Miasto. Zasiadał w Komisji Oświaty i Wychowania. W okresie 1977–1981 był członkiem prezydium Ogólnopolskiego Komitetu Frontu Jedności Narodu.
W 1985 związał się zawodowo z bankowością. Od 1985 do 1992 był wiceprezesem Narodowego Banku Polskiego. Później pracował w bankach komercyjnych. W latach 1994–1995 pełnił funkcję przewodniczącego Rady Banku Przemysłowo-Handlowego w Krakowie. W okresie 1995–1998 był wiceprzewodniczącym Rady Banku Zachodniego S.A. we Wrocławiu. Do 2001 członek rady nadzorczej Prosper Banku S.A. W latach 2001–2003 zasiadał w radzie nadzorczej Polskiego Kredyt Banku. 18 kwietnia 2007 został członkiem rady nadzorczej Kredyt Banku S.A.
Był także członkiem Rady Krajowego Depozytu Papierów Wartościowych S.A. Zasiadał również w radach nadzorczych m.in. XII Narodowego Funduszu Inwestycyjnego „Piast” S.A., T.C. Dębica S.A. oraz Telekomunikacji Polskiej S.A.
Odznaczony Krzyżem Kawalerskim Orderu Odrodzenia Polski i Srebrnym Krzyżem Zasługi.